# 홍콩 중학 문빙
홍콩 중학 문빙(香港中學文憑)은 홍콩에서 2012년부터 시행되는 입학 시험이다. 홍콩의 교육 개혁에 따라 2009년 9월부터 중학교 4학년에 진급하는 학생부터 해당되는 334 학제이다. 따라서 신제의 첫 번째 학생은 2011년 9월에 6학년에 진급이 되며, 2012년 4월, 5월경 신설 홍콩 중학 문빙이라는 공개 시험 첫 수험생 이된다. 이 시험의 결과는 JUPAS 또는 자체 선발 등을 거쳐, 대학 또는 직업 고등학교 등에 들어가게 되고있다.